# Jaap Stuij
Jacob Izaak (Jaap) Stuij (Axel, 2 maart 1920 – Cuijk, 9 januari 2003) was een Nederlands politicus van de KVP.
Hij was gemeentesecretaris en ontvanger in Hoofdplaat voor hij in april 1959 benoemd werd tot burgemeester van de Noord-Brabantse gemeente Putte. In januari 1963 volgde zijn benoeming tot burgemeester van Oeffelt wat hij zou blijven tot hij in april 1984 vervroegd met pensioen ging. Hij hield van de wandelsport en liep 38 keer de Nijmeegse Vierdaagse. Begin 2003 overleed hij op 82-jarige leeftijd.